# Tank (musikgrupp)
Tank är ett brittiskt heavy metal-band som bildades 1980 av sångaren och basisten Algy Ward, gitarristen Pete Brabbs och trummisen Mark Brabbs. Ward, tidigare i The Damned, är bandets frontman och ende permanente medlem. Gruppen räknas till New Wave of British Heavy Metal.
Tanks debutalbum, Filth Hounds of Hades från 1982, är deras mest framgångsrika. Bandet turnerade med bland annat Motörhead och Metallica, under den första halvan av 1980-talet. Bandet upplöstes 1989 men återskapades 1997. 2008 startade Mick Tucker och Cliff Evans, tillsammans med tidigare trumslagaren Mark Brabbs och basisten Chris Dale, en ny version av Tank. Algy Ward ersattes av Doogie White (tidigare sångare i Rainbow).
Algy Ward har sin egen version av Tank och har gjort albumet Breath of the Pit, där han spelar samtliga instrument själv.

## Medlemmar
Nuvarande medlemmar i Algy Wards Tank 
- Algy Ward – alla instrument (2007– )

Nuvarande medlemmar i Tucker/Evans Tank 
- Mick Tucker – gitarr (2007– )
- Cliff Evans – gitarr (2007– )
- Barend Courbois – basgitarr (2014– )
- Bobby Schottkowski – trummor (2014– )
- ZP Theart (Zachary Paul Theart) – sång (2014– )

Tidigare medlemmar i Tucker/Evans' Tank
- Chris Dale – basgitarr (2008–2014)
- Dave "Grav" Cavill – trummor (2008–2011)
- Mark Brabbs – trummor (2008)
- Doogie White – sång (2008–2014)
- Mark Cross – trummor (2011–2012)
- Steve Hopgood – trummor (2012–2014)

Senaste medlemmar i ursprungliga Tank
- Algy Ward – sång, basgitarr (1980–1989, 1997–2007)
- Mick Tucker – gitarr (1983–1989, 1997–2007)
- Cliff Evans – gitarr (1984–1989, 1997–2007)
- Bruce Bisland – trummor (2001–2007)

Tidigare medlemmar i ursprungliga Tank
- Mark Brabbs – trummor (1980–1983)
- Peter Brabbs – gitarr (1980–1983)
- Michael Bettell – trummor (1984; död 2003)
- Graeme "Crash" Crallan – trummor (1984)
- Gary Taylor – trummor (1985–1989)
- Steve Clarke – trummor (1989)
- Steve Hopgood – trummor (1997–2001)

## Diskografi
Studioalbum
- 1982 – Filth Hounds of Hades
- 1982 – Power of the Hunter
- 1983 – This Means War
- 1984 – Honour and Blood
- 1987 – Tank
- 2002 – Still at War
- 2010 – War Machine (Tucker/Evans' Tank)
- 2012 – War Nation (Tucker/Evans' Tank)
- 2013 – Breath of the Pit (Algy Wards Tank)
- 2015 – Valley of Tears (Tucker/Evans' Tank)

Livealbum
- 1998 – The Return of the Filth Hounds Live
- 2001 – War of Attrition (live '81)

Samlingsalbum
- 1985 – Armour Plated
- 2007 – The Filth Hounds of Hades - Dogs of War 1981-2002

Singlar
- "Don't Walk Away" (1981)
- "Stormtrooper" (1982)
- "Turn Your Head Around" (1982)
- "Crazy Horses" (1982)
- "Echos of a Distant Battle" (1983)